# Aérodrome de Marmande - Virazeil
L’aérodrome de Marmande - Virazeil (code OACI : LFDM) est un aérodrome ouvert à la circulation aérienne publique (CAP), situé à 2 km à l’est de Marmande en Lot-et-Garonne (région Nouvelle-Aquitaine, France).
Il est utilisé pour la pratique d’activités de loisirs et de tourisme (aviation légère, hélicoptère et aéromodélisme).

## Installations
L’aérodrome dispose de deux pistes orientées est-ouest (11/29) :
- une piste bitumée longue de 1 193 mètres et large de 30. Elle est dotée d’un balisage diurne et nocturne ;
- une piste en herbe longue de 779 mètres et large de 80, accolée à la première et réservée aux planeurs et aux avions basés.

L’aérodrome n’est pas contrôlé. Les communications s’effectuent en auto-information sur la fréquence de 120,050 MHz. Il est agréé avec  limitations pour le vol à vue (VFR) de nuit.
S’y ajoutent :
- des aires de stationnement ;
- des hangars ;
- une station d’avitaillement en carburant (100LL) et en lubrifiant[2].

## Activités

### Loisirs et tourisme
- Aéroclub de Gascogne
- Centre de vol à voile du Marmandais
- Escadrille Orion

### Sociétés implantées
- Aquitavia
- LISI Aerospace